# Schnappt Blake
Schnappt Blake (Originaltitel: Get Blake!; Arbeitstitel: Blake and the Aliens) ist eine französisch-amerikanische Zeichentrickserie für Kinder, die seit 2014 produziert wird.

## Handlung
Der abenteuerlustige Junge Blake Myers glaubt daran, einmal Space Ranger zu werden und die Menschheit vor außerirdischen Eichhörnchen zu beschützen. Allerdings werden sogenannte „Squaliens“ aus der Zukunft in die Gegenwart geschickt, um Blake aufzuhalten und dies zu verhindern.

## Produktion und Veröffentlichung
Die Serie wird seit 2014 in französischer und amerikanischer Zusammenarbeit produziert. Zuständiger Produzent ist Antoine Guilbaud. Regie führen Daniel Klein und Pascal Jardin.
Erstmals wurde die Serie am 2. März 2015 auf der US-amerikanischen Version des Fernsehsenders Nickelodeon ausgestrahlt. Die deutsche Erstausstrahlung erfolgte am 6. April 2015 auf Nickelodeon. Weitere Ausstrahlungen gab es auf Nicktoons Deutschland.

## Sprecher
- Tobias Kluckert: Blake Myers
- Christian Zeiger: Leonard
- Klaus-Peter Grap: Jerome

## Episodenliste
| Folgen-Nr. | Part | deutscher Titel                         | englischer Titel  | deutsche Erstausstrahlung | englische Erstausstrahlung |
| 1          | a    | Schnappt euch den Zwerg!                | Get Shrunk!       | 6. April 2015             | 2. März 2015               |
| 1          | b    | Schnappt euch den Tintenfisch!          | Get Inked!        | 6. April 2015             | 3. März 2015               |
| 2          | a    | Schnappt euch die Pizza!                | Get Pizza         | 7. April 2015             | 4. März 2015               |
| 2          | b    | Schnappt euch den Steinzeitmenschen!    | Get Prehistoric!  | 7. April 2015             | 5. März 2015               |
| 3          | a    | Schnappt euch den alten Knacker!        | Get Old!          | 8. April 2015             | 6. März 2015               |
| 3          | b    | Schnappt euch den Eingefrorenen!        | Get Frozen!       | 8. April 2015             | 9. März 2015               |
| 4          | a    | Schnappt euch den Gedächtnislosen!      | Get Amnesia       | 9. April 2015             | 10. März 2015              |
| 4          | b    | Schnappt euch den Holzfisch!            | Get Fishin’!      | 9. April 2015             | 11. März 2015              |
| 5          | a    | Schnappt euch den Hund!                 | Get Dogged!       | 13. April 2015            | 12. März 2015              |
| 5          | b    | Schnappt euch den Werbe-Fuzzi!          | Get Commercial!   | 14. April 2015            | 13. März 2015              |
| 6          | a    | Schnappt euch den Zombie!               | Get Zombies!      | 15. April 2015            | 26. Oktober 2015           |
| 6          | b    | Schnappt euch den Patienten!            | Get Well!         | 16. April 2015            |                            |
| 7          | a    | Schnappt euch Skye! (1)                 | Get Skye! (1)     | 10. April 2015            |                            |
| 7          | b    | Schnappt euch Skye! (2)                 | Get Skye! (2)     | 10. April 2015            |                            |
| 8          | a    | Schnappt euch den Schlafsack!           | Get Sleep!        | 17. April 2015            | 8. September 2015          |
| 8          | b    | Schnappt euch die Stiefel!              | Get Boots!        | 20. April 2015            | 17. März 2015              |
| 9          | a    | Schnappt euch die Wähler!               | Get Elected!      | 21. April 2015            | 20. März 2015              |
| 9          | b    | Schnappt euch den Unsichtbaren!         | Get Invisible!    | 22. April 2015            | 18. März 2015              |
| 10         | a    | Schnappt Euch den Haarigen!             | Get Hairy!        | 23. April 2015            | 19. März 2015              |
| 10         | b    | Schnappt Euch die Erdlingshörnchen!     | Get Squirrels!    | 24. April 2015            | 24. März 2015              |
| 11         | a    | Schnappt Euch Mr. Strahlezahn!          | Get Toothy!       | 27. April 2015            | 23. März 2015              |
| 11         | b    | Schnappt Euch das Alien-Baby!           | Get Terrestrial!  | 28. April 2015            | 25. März 2015              |
| 12         | a    | Schnappt Euch den Schmerzempfindlichen! | Get Hurtin’!      | 29. April 2015            | 27. März 2015              |
| 12         | b    | Schnappt Euch den Friedseligen!         | Get Peaceful!     | 30. April 2015            | 26. März 2015              |
| 13         | a    | Schnappt euch das Gruselmonster!        | Get Spooked!      | 14. September 2015        | 27. Oktober 2015           |
| 13         | b    | Schnappt euch den Überraschten!         | Get Surprised!    | 14. September 2015        | 10. September 2015         |
| 14         | a    | Schnappt ihn euch die Wasserratte!      | Get Wet!          | 15. September 2015        | 11. September 2015         |
| 14         | b    | Schnappt euch den Blechmann!            | Get Sentient!     | 16. September 2015        | 14. September 2015         |
| 15         | a    | Schnappt euch seine Freunde!            | Get Snatched!     | 17. September 2015        | 15. September 2015         |
| 15         | b    | Schnappt euch den Hausarrest-Häftling!  | Get Grounded!     | 18. September 2015        | 16. September 2015         |
| 16         | a    | Schnappt euch die Blakes!               | Get Blakes!       | 21. September 2015        | 17. September 2015         |
| 16         | b    | Schnappt ihn euch mit einer Falle!      | Get Trapped!      | 22. September 2015        | 18. September 2015         |
| 17         | a    | Schnappt euch den Träumer!              | Get Dreamin’!     | 23. September 2015        | 21. September 2015         |
| 17         | b    | Schnappt euch den Empfänger!            | Get Reception!    | 24. September 2015        | 22. September 2015         |
| 18         | a    | Schnappt euch den Deserteur!            | Get Surrendered   | 25. September 2015        | 23. September 2015         |
| 18         | b    | Schnappt euch den Zuspätkommer!         | Get Late!         | 25. September 2015        | 24. September 2015         |
| 19         | a    | Schnappt euch den Verwandlungskünstler! | Get Morphed!      | 7. Dezember 2015          | 25. September 2015         |
| 19         | b    | Schnappt euch den harten Kerl!          | Get Tough!        | 7. Dezember 2015          | 28. September 2015         |
| 20         | a    | Schnappt euch den Bäcker!               | Get Baking!       | 8. Dezember 2015          | 30. September 2015         |
| 20         | b    | Schnappt euch den Festgeklebten!        | Get Stuck!        | 8. Dezember 2015          | 29. September 2015         |
| 21         | a    | Schnappt euch den Goldschatz!           | Get Treasure!     | 10. Dezember 2015         | 1. Oktober 2015            |
| 21         | b    | Schnappt euch den Wettermann!           | Get Weather!      | 10. Dezember 2015         | 2. Oktober 2015            |
| 22         | a    | Schnappt euch das Wiesel!               | Get Weasel!       | 14. Dezember 2015         | 5. Oktober 2015            |
| 22         | b    | Schnappt euch den Ungeborenen!          | Get Non-Existent! | 14. Dezember 2015         | 8. Oktober 2015            |
| 23         | a    | Schnappt euch die Mami!                 | Get Mommy!        | 16. Dezember 2015         | 6. Oktober 2015            |
| 23         | b    | Schnappt euch den Asteroiden!           | Get Cratered!     | 16. Dezember 2015         | 7. Oktober 2015            |
| 24         | a    | Schnappt euch den Titel!                | Get Racing!       | 18. Dezember 2015         | 9. Oktober 2015            |
| 24         | b    | Schnappt euch den Piraten!              | Get Piratical!    | 18. Dezember 2015         | 12. Oktober 2015           |
| 25         | a    | Schnappt euch den Cowboy!               | Get Western!      | 22. Dezember 2015         | 13. Oktober 2015           |
| 25         | b    | Schnappt euch den Ritter!               | Get Medieval!     | 22. Dezember 2015         | 14. Oktober 2015           |
| 26         | a    | Schnappt Blake (1)                      | Got Blake! (1)    | 23. Dezember 2015         | 16. Oktober 2015           |
| 26         | b    | Schnappt Blake (2)                      | Got Blake! (2)    | 23. Dezember 2015         | 16. Oktober 2015           |